# Castello Visconti di San Vito
Il Castello di Somma Lombardo fu costruito nel XIII secolo come parte della linea difensiva lungo il corso del Ticino,  tra Milano e il Lago Maggiore. Divenne nel 1448 residenza stabile dei fratelli Francesco e Guido Visconti, a seguito dell'estinzione del ramo principale della dinastia viscontea che aveva retto le sorti del ducato di Milano, per sfuggire ai contrasti con la repubblica Ambrosiana, si rifugiarono nella loro antica proprietà di Somma, ricevendo giuramento di fedeltà, in forma solenne, da tutti gli uomini del borgo.

## Storia
Il ramo della dinastia dei Visconti di San Vito ebbe origine da Uberto il Picco (1280/1288-1315), fratello di Matteo I, il Magno (1250-1322), Capitano del Popolo nonché primo Signore di Milano. Dall'iniziatore di questo ramo della famiglia discesero Giovan Battista, marito di Regola di Guido Galeazzi di Siena, e i loro figli Francesco e Guido che, alla morte del duca di Milano Filippo Maria Visconti nel 1447, si ritirarono a Somma, antica signoria della famiglia. L'anno successivo, Francesco e Guido promossero un rifacimento del castello. Il casato si divise in seguito in ulteriori linee con i successivi eredi. Il primogenito Francesco diede origine al ramo della famiglia che, a sua volta, si distinse in due altre diramazioni: quella dei marchesi di San Vito, giunta fino alla fine del Novecento, e quella dei marchesi della Motta, estinta agli inizi del Settecento. Guido, il secondogenito, diede origine ai rami dei duchi Visconti di Modrone e dei Castelbarco Visconti signori di Cislago, tuttora fiorenti.
Nel 1619 Re Filippo III di Spagna concesse a Francesco Maria Visconti il privilegio del feudo di San Vito di Gaggiano, nella Pieve di Corbetta nel milanese, col titolo di marchese trasmissibile ai figli maschi; la famiglia si dotò del motto latino "Sufficit Unus" (ne basta uno). Ultimo discente della famiglia fu Gabrio Luigi Visconti di San Vito; per sua volontà testamentaria, nel 1997 fu creata la Fondazione Visconti di San Vito Onlus, che dal 1998 si occupa di preservare la memoria del castello e della sua apertura al pubblico con visite guidate.

## Descrizione

### Esterni
Il castello è il risultato dell'unione di corpi di fabbrica edificati in epoche diverse:
- l'ala nord-occidentale, detta degli Armigeri, databile tra i secoli XIV e XV;
- l'ala orientale, aggiunta nel XV secolo;
- l'ala meridionale, realizzata nel corso del XVI secolo.

### Interni
All'interno, gli ambienti di maggiore importanza sono il Salone d’Onore, decorato con ciclo di affreschi, già attribuiti all'ambito dei fratelli Procaccini, datati agli inizi del Seicento e tratti dalle incisioni fiamminghe di Crispjin van de Passe, Theodor e Philippe Galle e Adriaen Collaert. La Cappella, intitolata alla Madonna Assunta, abbellita da suppellettili liturgiche, contiene un dipinto attribuito alla bottega del Cerano che rappresenta l'Annunciazione. Una galleria di preziosi quadri a soggetto religioso presenta la sala dedicata a Niccolò Sfondrati, discendente di Guido e nato nel Castello l’11 febbraio 1535, fu eletto Papa con il nome di Gregorio XIV nel 1590. Una collezione unica di Piatti da Barba è ospitata nel castello, 400 bacili faentini, savonesi, maioliche francesi, tedesche, inglesi, spagnole, settecentesche costituiscono una collezione unica al mondo, iniziata dal marchese Carlo Ermes Visconti di San Vito nell’ultimo quarto dell’Ottocento. La Camera Reale, arredata con un imponente letto ligneo del Seicento lombardo, è così denominata in quanto riservata ai Re d’Italia Vittorio Emanuele II di Savoia e Umberto I di Savoia quando soggiornavano a Somma per assistere alle manovre militari sulle rive del Ticino o partecipare alle mondane cacce alla volpe nella brughiera della Malpensata. Vi è una sala dedicata al conte Gabrio Casati, eroe risorgimentale, imparentato con gli ultimi discendenti dei marchesi Visconti di San Vito. L’insigne sostenitore delle famose Cinque Giornate di Milano, uomo politico e patriota è qui immortalato in un ritratto dipinto da Eliseo Sala.
Nel castello trova inoltre posto una raccolta di reperti di epoca romana - perlopiù lapidi, cippi e are - riportate alla luce nel territorio che ospita la fortificazione.